# Ruth McDevitt
Ruth McDevitt (Coldwater, Míchigan, Estados Unidos, 13 de septiembre de 1895 - Hollywood, Los Ángeles, California, Estados Unidos, 27 de mayo de 1976) fue una actriz de teatro, cine, televisión y radioestadounidense.

## Carrera
McDevitt nació con el nombre de Ruth Thane Shoecraft el 13 de septiembre de 1895, en Coldwater, Míchigan. Después de asistir a la Academia Estadounidense de Arte Dramático, se casó con Patrick McDevitt y decidió dedicar su tiempo a su matrimonio. Después de la muerte de su marido en 1934,  regresó a la interpretación. Actuó en Broadway, siendo suplente y sucesiva de Josephine Hull en Arsénico y encaje antiguo y The Solid Gold Cadillac. Ella también ha trabajado como actriz de la radio.
McDevitt era un rostro familiar en la televisión en los años 1950, 1960, y 1970. Interpretó a "Mom Peepers" en la comedia de situación de los 1950 Mister Peepers. Tuvo un papel recurrente con Ann Sheridan, Douglas Fowley, y Gary Vinson en la serie de CBS Pistols_'n'_Petticoats, una sátira del Oeste de 1966 hasta 1967. La serie obtuvo una audiencia buena, pero estuvo cancelada dos meses después de que Sheridan muriera de cáncer en 1967. También tuvo un papel recurrente en Bright Promise de septiembre de 1969 a junio de 1970, McDevitt también tuvo un papel recurrente interpretando a Emily Cowles en Kolchak: The Night Stalker, protagonizado por Darren McGavin.
McDevitt fue la actriz invitada en las series: Suspense, Cosmopolitan Theatre, Decoy, The United States Steel Hour, Westinghouse Studio One, La hora de Alfred Hitchcock, El Show de Andy Griffith, El show de Debbie Reynolds, The Ghost & Mrs. Mui, Mayberry R.F.D., Mi bella genio, Bewitched, The Courtship of Eddie's Father, Love, American Style, Esa chica, Nanny y el profesor, Room 222, Mannix, Here's Lucy, Gunsmoke, Marcus Welby, M.D., Phyllis, La pequeña casa en la pradera, Todo en familia, y The Streets of San Francisco, Naked City.
Su debut en el cine fue en The Guy Who Came Back (1951), seguido por sus memorables interpretaciones en The Parent Trap (
como la consejera de campamento señorita Inch), en la película de Alfred Hitchcock Los pájaros (Como la señora Magruder, la señora de la tienda de los pájaros), Boys' Night Out, Dear Heart, The Shakiest Gun in the West, Angel in My Pocket, The Love God?, Cambio de hábito, Guerra entre hombres y mujeres y Mixed Company.

## Muerte
McDevitt murió a los 80 años en Hollywood, Los Ángeles, California y está enterrada en el Cementerio Westwood Village Memorial Park.

## Filmografía
| Película | Película                       | Película                                        | Película                                      |
| Año      | Película                       | Función                                         | Notas                                         |
| -------- | ------------------------------ | ----------------------------------------------- | --------------------------------------------- |
| 1951     | The Guy Who Came Back          | Abuelita                                        |                                               |
| 1953     | The Long, Long Trailer         | Señora Vagabond                                 | Sin acreditar                                 |
| 1961     | Tú a Boston y yo a California  | Señora Inch                                     |                                               |
| 1962     | Boys Night Out                 | Beulah Partridge                                |                                               |
| 1963     | Los Pájaros                    | Señora MacGruder, dueña de la tienda de pájaros |                                               |
| 1963     | Mercado de amor                | Mathilda, la abuela                             |                                               |
| 1964     | Corazón querido                | Señorita Tait                                   |                                               |
| 1968     | The Shakiest Gun in the West   | Oliva                                           | Con el protagonista de la película Don Knotts |
| 1969     | Angel in My Pocket             | Nadine                                          | Con Andy Griffith                             |
| 1969     | The Love God?                  | Señorita Keezy                                  | Con el protagonista de la película Don Knotts |
| 1969     | Cambio de hábito               | Lily                                            |                                               |
| 1972     | Guerra entre hombres y mujeres | Mujer vieja                                     |                                               |
| 1974     | Mixed Company                  | Señorita Bergquist                              |                                               |
| 1974     | Homebodies                     | Señora Loomis                                   |                                               |
| 1974     | Mame                           | Fan del primo                                   |                                               |

| Televisión | Televisión                      | Televisión                        | Televisión                               |
| Año        | Título                          | Función                           | Notas                                    |
| ---------- | ------------------------------- | --------------------------------- | ---------------------------------------- |
| 1949       | A Woman to Remember             | Bessie Thatcher                   | Episodios desconocidos                   |
| 1958       | Harbourmaster                   | Señora Markham                    | 1 episodio                               |
| 1958       | Omnibus                         | Ewa                               | 1 episodio                               |
| 1961       | Naked City                      | Señora Abbie Dobbins              | 1 episodio                               |
| 1962       | The Nurses                      | Señorita Dillion                  | 1 episodio                               |
| 1962       | Dr. Kildare                     | Adele Fromm, RN                   | 1 episodio                               |
| 1963-1964  | The Alfred Hitchcock Hour       | Señora Fister/Señorita Emmy Right | 2 episodios                              |
| 1964       | Route 66                        | Señora Harris                     | 1 episodio                               |
| 1964       | The Doctors                     | Señora McMurtrie                  | Episodios desconocidos                   |
| 1966–1967  | Pistols 'n' Petticoats          | Abuelita Effie Hanks              | 26 episodios                             |
| 1967       | Bewitched                       | La Reina Ticheba                  | 1 episodio                               |
| 1968       | El Andy Griffith Espectáculo    | Señora Pendleton                  | 2 episodios                              |
| 1969       | The Debbie Reynolds Show        | Señora Patterson                  | 1 episodio                               |
| 1969       | Bright Promise                  | Clara Ryan                        | 29 de septiembre de 1969 a junio de 1970 |
| 1970       | The Courtship of Eddie's Father | Señorita Bristol                  | 1 episodio                               |
| 1970       | Esa Chica                       | Tía Belle                         | 1 episodio                               |
| 1971       | The New Andy Griffith Show      | Señora Gossage                    | 3 episodios                              |
| 1971       | Nanny y el profesor             | Mrs. Rumble                       | 1 episodio                               |
| 1973       | The New Dick Van Dyke Show      | Señora Ferguson                   | 1 episodio                               |
| 1973       | The Girl Most Likely to...      | Mentora                           | Película de televisión                   |
| 1974       | Kojak                           | Señora Farenkrug                  | 1 episodio                               |
| 1974       | McCloud                         | Landlady                          | 1 episodio                               |
| 1973-1975  | Todo en familia                 | Josephine 'Jo' Nelson             | 3 episodios                              |
| 1974–1975  | Kolchak: The Night Stalker      | Emily Cowles                      | 12 episodios                             |
| 1975       | Phyllis                         | Señorita McDermott                | 1 episodio                               |
| 1975       | Ellery Reina                    | Zelda van Dyke                    | 1 episodio                               |
| 1975       | Centro médico                   | Alice                             | 1 episodio                               |